# کاژیمیرا اوتراتا
کاژیمیرا اوتراتا (لهستانی: Kazimiera Utrata؛ ‏ ۵ ژوئیهٔ ۱۹۳۲ – ۱۲ اوت ۲۰۱۸) بازیگر اهل لهستان بود.
از فیلم‌ها یا مجموعه‌های تلویزیونی که وی در آن‌ها نقش داشته‌است، می‌توان به سرنوشت‌های لهستانی، دوست بدار یا رها کن، ترانه عاشقانه‌ای برای یانوشِک، چهل‌ساله و ترازنامه سه‌ماهه اشاره نمود.